# Lansac (Gironda)
Lansac è un comune francese di 668 abitanti situato nel dipartimento della Gironda nella regione della Nuova Aquitania.

## Società

### Evoluzione demografica
Abitanti censiti